# Elezioni parlamentari in Pakistan del 2008
Le elezioni parlamentari in Pakistan del 2008 si tennero il 18 febbraio per il rinnovo dell'Assemblea nazionale.

## Risultati
| Liste                                    | Voti       | %     | Seggi |
| ---------------------------------------- | ---------- | ----- | ----- |
| Partito Popolare Pakistano               | 10 666 548 | 30,79 | 118   |
| Lega Musulmana Pakistana (Q)             | 8 007 218  | 23,12 | 50    |
| Lega Musulmana del Pakistan (N)          | 6 805 324  | 19,65 | 89    |
| Movimento Nazionale Unito                | 2 573 795  | 7,43  | 25    |
| Associazione degli Ulema dell'Islam      | 766 240    | 2,21  | 8     |
| Partito Nazionale Awami                  | 704 811    | 2,03  | 13    |
| Lega Musulmana Pakistana (F)             | 685 684    | 1,98  | 5     |
| Partito Popolare Nazionale               | 148 892    | 0,43  | 1     |
| Partito Popolare Pakistano (Sherpao)     | 141 975    | 0,41  | 1     |
| Partito Nazionale del Balokistan (Awami) | 72 956     | 0,21  | –     |
| Partito Democratico del Pakistan         | 64 505     | 0,19  | –     |
| Partito Unito Sindh                      | 33 641     | 0,10  | –     |
| Altri <0,10%                             | 99 979     | 0,29  | –     |
| Indipendenti                             | 3 865 954  | 11,16 | 31    |
| Totale                                   | 34 637 522 | 100   | 341   |